# 김도연 (1966년)
김도연(金度連, 1966년 1월 19일~)은 대한민국의 배우이다.
1982년 광고와 잡지모델로 연예계에 데뷔하였으며, 1984년 MBC 공채 탤런트 17기로 입문하였다. 1980년대 청순가련한 이미지로 여러 드라마에서 비련의 여주인공을 맡아 인기를 얻었다.
1992년 한살 연상의 사업가 채씨와 결혼 후, 연예계활동에 있어 6년간 공백기를 가졌다가 1998년 MBC 수목기획극 《적과의 동거》로 일시복귀하였다. 그 후 다시 공백기를 가졌으며, 2002년 MBC 드라마 《그대를 알고부터》와 2003년 드라마 《찔레꽃》, 《대장금》으로 본격적으로 연기활동을 재개하였다. 《대장금》에서 내의녀 시연으로 출연후 또 한번 4년이라는 공백기를 가졌다가 2007년 MBC 메디컬드라마 《하얀거탑》으로 복귀하였는데 2003년 10월 29일 음주운전을 하다가 경찰 단속에 적발되어 운전면허가 취소되기도 하였다.

## 학력
- 안양영화예술고등학교 연극영화과(졸업)
- 신구전문대학 식품영양과 전문학사(졸업)

### 드라마
- 1984년 MBC 반공드라마 《3840 유격대》
- 1984년 MBC 단막극 《MBC 베스트셀러극장 - 꿈을 찍는 사진사》
- 1985년 MBC 주간연속극 《엄마의 방》
- 1985년 MBC 특집드라마 《인간의 벽》
- 1985년 MBC 경로특집극 《백발의 청춘》
- 1985년 MBC 주말연속극 《남자의 계절》 ... 박미야 역
- 1986년 MBC 일요아침드라마 《갯마을》
- 1986년 MBC 단막극 《MBC 베스트셀러극장 - 팔색조》 ... 지혜 역
- 1986년 MBC 특별기획드라마 《조선왕조 오백년 - 남한산성》 ... 인렬왕후 역
- 1986년 MBC 단막극 《MBC 베스트셀러극장 - 청소부》 ... 유화 역
- 1987년 MBC 주말연속극 《사랑과 야망》 ... 장세미 역
- 1988년 MBC 미니시리즈 《선생님 우리 선생님》 ... 여교사 역
- 1988년 KBS2 미니시리즈 《그해 겨울은 따뜻했네》 ... 오목 역
- 1989년 MBC 미니시리즈 《나비야 청산가자》
- 1989년 KBS1 일일연속극 《회전목마》
- 1990년 KBS2 미니시리즈 《불의 나라》
- 1990년 KBS2 미니시리즈 《지구인》
- 1990년 KBS1 추석특집극 《몽기미 풍경》 ... 순자 역
- 1991년 KBS2 미니시리즈 《물의 나라》
- 1992년 SBS 아침연속극 《겨울새》 ... 박영은 역
- 1993년 KBS2 미니시리즈 《비검》 ... 나미코 역
- 1998년 MBC 미니시리즈 《적과의 동거》 ... 고아라 역
- 1999년 KBS 일요베스트 《훈수》
- 2002년 MBC 주말연속극 《그대를 알고부터》 ... 이금희 역
- 2003년 MBC 특별기획드라마 《대장금》 ... 시연 역
- 2003년 KBS1 TV소설 《찔레꽃》 ... 한소진 역
- 2007년 MBC 특별기획 주말드라마 《하얀거탑》 ... 권순길의 아내 역
- 2009년 SBS 드라마스페셜 《크리스마스에 눈이 올까요?》 ... 서영숙 역
- 2010년 KBS1 특별기획 대하드라마 《근초고왕》 ... 진비 사하 역
- 2011년 채널A 미니시리즈 《총각네 야채가게》 ... 연분홍 역
- 2012년 KBS2 2부작드라마 《KBS 드라마 스페셜 연작 시리즈 - 인생에서 가장 빛나는 시간》 ... 신효 역
- 2012년 SBS 월화드라마 《추적자 THE CHASER》 ... 송미연 역 (특별출연)
- 2013년 KBS2 TV소설 《 삼생이》 ... 박경자 역
- 2014년 KBS2 TV소설 《 순금의 땅》 ... 지연희 역
- 2015년 SBS 드라마 스페셜 《하이드 지킬, 나》 ... 한주희 역
- 2015년 TV조선 & tvN 단막극《위대한 이야기 - 이산가족 이야기 (TV조선) / 놓지 말자 정신줄 (tvN)》
- 2016년 KBS2 일일드라마 《천상의 약속》 ... 윤영숙 역
- 2016년 KBS1 일일드라마 《빛나라 은수》 ... 윤순정 역

### 영화
- 1985년 《피조개 뭍에 오르다》

## 방송
- 1988년 MBC 《유쾌한 스튜디오》
- 1996년 GTV 《무럭무럭 쑥쑥》 ... MC

## CF
- 1986년 국순당L&B 스파쿨러(손창민과 함께 출연)
- 1986년~1987년 / 1991년~1993년 도투락(도투락 만두, 도투락 냉면)
- 1988년~1990년 일동제약 아로나민골드(길용우와 함께 출연)
- 1989년 롯데푸드 켄터키핫도그, 켄터키비엔나
- 1990년 롯데푸드 산록우유, 로스팜

## 수상
- 1986년 MBC 연기대상 신인상